# Johann Christoph Toeschi
Johann Baptist Maria Christoph Toeschi, także Giovanni Battista Toeschi, Toesca de Castellamonte, von Toeska (ochrzczony 1 października 1735 w Stuttgarcie, zm. 3 marca 1800 w Monachium) – niemiecki skrzypek i kompozytor pochodzenia włoskiego.

## Życiorys
Syn Alessandra. Był uczniem Johanna Stamitza i Christiana Cannabicha. Od 1755 roku należał jako skrzypek do orkiestry dworskiej w Mannheimie, od 1758 roku był także dyrygentem baletów. W 1774 roku objął funkcję koncertmistrza. W 1778 roku przeniósł się wraz z dworem z Mannheimu do Monachium. Od 1793 roku był dyrektorem muzycznym, a od śmierci Cannabicha w 1798 roku głównym dyrektorem muzycznym kapeli dworskiej. W 1798 roku został nobilitowany przez księcia Karola Teodora, wraz z prawem do posługiwania się tytułem de Castellamonte.
Jego twórczość w większości zaginęła, zachowało się tylko 6 sonat triowych i 3 utwory na violę d’amore. Znany jest też tytuł zaginionego dramatu muzycznego Dirmel und Laura (wyst. Monachium 1784).